# Эшрихт, Даниель Фредерик
Даниель Фредерик Эшрихт (Daniel Frederik Eschricht; 1798—1863) — датский зоолог и физиолог.

## Биография
По окончании университета в 1822—25 гг. занимался врачебной практикой на острове Борнгольм, затем отправился за границу для изучения сравнительной анатомии и физиологии. Вернувшись на родину, Эшрихт в 1829 году был назначен лектором, а в 1836 году — ординарным профессором при университете в Копенгагене.
Научные исследования Эшрихта касаются преимущественно внутреннего строения беспозвоночных (в особенности оболочников) и анатомии и физиологии позвоночных животных, причём Эшрихт особенное внимание обратил на изучение биологии, анатомии и систематики китообразных.

## Труды
- «De organis, quæ respirationi et nutritioni foetus Mammalium iuserviunt» (Копенгаген, 1837);
- «Ueber die arteriösen u. venösen Wundernetze an der Leber des Thunfisches etc.» (вместе с Иог. Мюллером, Б., 1836);
- «Anatomiske Undersögelser over Clione borealis» (К., 1838);
- «Cirroteuthis Mülleri, eine neue Gattung der Cephalopoden bildend» («Nov. Acta Ac. Leop.», 1838);
- «Ueber die Untersuchung der nordischen Walfische» («Frorieps N. Not.», 1841—43);
- «Anatomisk physiologiske Undersögelser over Salperne» (Копенгаген, 1841);
- «Zoologisch-anatomisch-physiologische Untersuchungen üb. d. nordischen Wallthiere» (1-й т., Лейпциг, 1849).